# Execholyrus allector
Execholyrus allector är en insektsart som beskrevs av Henry, G.M. 1940. Execholyrus allector ingår i släktet Execholyrus och familjen vårtbitare. Inga underarter finns listade i Catalogue of Life.